# Loreintz Rosier
Loreintz Rosier (Gonesse, 14 augustus 1998) is een Frans professioneel voetballer, die bij voorkeur als defensieve middenvelder speelt. Hij verruilde GD Estoril-Praia in de zomer van 2023 voor Fortuna Sittard.

## Clubcarrière

### Jeugd
Rosier is geboren in Gonesse in Frankrijk en is van Guadeloups-Italiaanse afkomst. Hij begon met voetballen bij Saint Brice FC op zesjarige leeftijd en speelde later ook bij Le Bourget FC en AAS Sarelles. Gelijktijdig speelde hij ook voor INF Clairefontaine. In 2013 tekende hij bij de jeugdopleiding van SM Caen, maar daar vertrok hij na twee jaar. Hij ging toen terug naar Saint Brice. Vervolgens speelde hij een seizoen bij het reserveteam van Paris FC, dat uitkwam in de Championnat National 2 en daarna één seizoen bij het tweede elftal van FC Sochaux. 

### Portugal
In de zomer van 2018 tekende Rosier een contract bij het Portugese Vitória SC, waar hij in eerste instantie meedeed bij het tweede elftal. Op 23 september 2018 maakte hij zijn professionele debuut tegen Leixões SC. Na twee seizoenen in het tweede elftal tekende hij in de zomer van 2020 bij GD Estoril-Praia, waar hij op 10 september zijn debuut voor maakte tegen FC Arouca. In zijn eerste seizoen bij de club werd hij kampioen en kwam hij tot 27 competitiewedstrijden en twee goals.
Daardoor kon hij op 7 augustus 2021 tegen opnieuw FC Arouca zijn debuut maken op het hoogste niveau. Hij zou nog twee seizoenen spelen voor Estoril-Praia en kwam tot 89 wedstrijden en vijf goals in alle competities.

### Fortuna Sittard
In de zomer van 2023 tekende Rosier voor drie seizoenen bij Fortuna Sittard, met een optie voor nog een seizoen. Hij ging spelen met rugnummer 32. Op 13 augustus maakte hij tegen Feyenoord zijn debuut in de Eredivisie en voor Fortuna. Een week later scoorde hij tijdens de eerste overwinning van het seizoen tegen Almere City FC zijn eerste doelpunt voor de club. Hij miste slechts vijf wedstrijden dat seizoen, allen door blessures.

## Clubstatistieken
| Seizoen                    | Club            | Competitie      | Competitie | Competitie | Beker | Beker | Overig | Overig | Totaal | Totaal |
| Seizoen                    | Club            | Competitie      | Wed.       | Dlp.       | Wed.  | Dlp.  | Wed.   | Dlp.   | Wed.   | Dlp.   |
| -------------------------- | --------------- | --------------- | ---------- | ---------- | ----- | ----- | ------ | ------ | ------ | ------ |
| 2016/17                    | Paris FC B      | National 2      | 19         | 4          | –     | –     | –      | –      | 19     | 4      |
| 2017/18                    | FC Sochaux B    | National 2      | 24         | 3          | –     | –     | –      | –      | 24     | 3      |
| 2018/19                    | Vitória SC B    | Liga Portugal 2 | 23         | 4          | –     | –     | –      | –      | 23     | 4      |
| 2019/20                    | Vitória SC B    | Liga Portugal 2 | 22         | 1          | –     | –     | –      | –      | 22     | 1      |
| 2020/21                    | Estoril-Praia   | Liga Portugal 2 | 27         | 2          | 7     | 0     | –      | –      | 34     | 2      |
| 2021/22                    | Estoril-Praia   | Primeira Liga   | 32         | 3          | 5     | 0     | –      | –      | 37     | 3      |
| 2022/23                    | Estoril-Praia   | Primeira Liga   | 12         | 0          | 6     | 0     | –      | –      | 18     | 0      |
| 2023/24                    | Fortuna Sittard | Eredivisie      | 30         | 1          | 3     | 0     | –      | –      | 33     | 1      |
| 2024/25                    | Fortuna Sittard | Eredivisie      | 31         | 3          | 2     | 0     | 0      | 0      | 33     | 3      |
| Carrière totaal            | Carrière totaal | Carrière totaal | 220        | 19         | 23    | 0     | 0      | 0      | 243    | 19     |
| Bijgewerkt op 29 juni 2025 |                 |                 |            |            |       |       |        |        |        |        |

## Erelijst
Estoril-Praia
Kampioen Liga Portugal 2: 2020/21
1 Koopmans ·
4 Adewoye ·
5 Grujčić ·
6 Van Ottele ·
7 Peterson ·
8 Dahlhaus ·
9 Sierhuis ·
10 Halilović ·
11 Aïko ·
12 Pinto  ·
14 Guth ·
17 Demir ·
19 Radulović ·
20 Michut ·
22 Bastien ·
23 Da Cruz ·
24 Sinkgraven ·
25 Martens ·
27 Hermsen ·
28 Mitrović ·
29 Et Taïbi ·
30 Bah ·
31 Branderhorst ·
32 Rosier ·
33 Bullaude ·
35 Dijks ·
36 Johnson ·
36 Burak Sayın ·
37 Bisschops ·
38 Schenkhuizen ·
39 Korkmazyürek ·
71 Bayram ·
77 Tunjić ·
80 Fosso ·
Coach: Buijs
· Assistent-trainer: Boessen
· Assistent-trainer: Poldervaart
· Keeperstrainer: Creemers